# Jacotella quadricaudicula
Jacotella quadricaudicula är en kvalsterart som först beskrevs av Arthur P. Jacot 1937.  Jacotella quadricaudicula ingår i släktet Jacotella och familjen Gymnodamaeidae. Inga underarter finns listade i Catalogue of Life.